# Мата (Чад)
Мата (фр. Mata) — город и супрефектура в Чаде, расположенный на территории региона Вади-Фера. Входит в состав департамента Бильтин.

## География
Город находится в восточной части Чада, на расстоянии приблизительно 686 километров к востоку-северо-востоку (ENE) от столицы страны Нджамены. Абсолютная высота — 764 метра над уровнем моря.
Климат города характеризуется как аридный жаркий (BWh в классификации климатов Кёппена).

## Население
По данным официальной переписи 2009 года численность населения Маты составляла 13 739 человек (6217 мужчин и 7522 женщины). Население города по возрастному диапазону распределилось следующим образом: 52 % — жители младше 15 лет, 41,6 % — между 15 и 59 годами и 6,4 % — в возрасте 60 лет и старше.

## Транспорт
Ближайший аэропорт расположен в городе Абеше.